# Kose (gemeente)
Kose (Estisch: Kose vald) is een gemeente in de Estlandse provincie Harjumaa. De gemeente telde 7.839 inwoners op 1 januari 2024 en heeft een oppervlakte van 532,81 vierkante kilometer. De hoofdplaats is de plaats Kose.
In 2013 werd de buurgemeente Kõue bij Kose gevoegd.

## Geografie
Een groot deel van het oppervlak van de gemeente Kose bestaat uit bossen, heides en agrarische gronden. De bodem bestaat voornamelijk bij de hoger gelegen gebieden uit kalksteen. Lager gelegen gebieden bevatten in de bodem daarentegen stukken aarde die door de verschillende rivieren in het gebied zijn meegevoerd. De belangrijkste plaats, Kose, is gelegen in zo'n laaggelegen gebied. De plaats Tuhala staat bekend vanwege zijn karstbronnen.

## Plaatsen in de gemeente
Tot de landgemeente Kose behoren:
- vijf wat grotere nederzettingen met de status van alevik (vlek): Ardu, Habaja, Kose, Kose-Uuemõisa en Ravila;
- 58 nederzettingen met de status van küla (dorp): Aela, Ahisilla, Äksi, Alansi, Harmi, Kadja, Kanavere, Kantküla, Karla, Kata, Katsina, Kirivalla, Kiruvere, Kolu, Kõrvenurga, Kõue, Krei, Kuivajõe, Kukepala, Laane, Leistu, Liiva, Lööra, Lutsu, Marguse, Nõmbra, Nõmmeri, Nõrava, Nutu, Ojasoo, Oru, Pala, Palvere, Paunaste, Paunküla, Puusepa, Rava, Raveliku, Riidamäe, Rõõsa, Saarnakõrve, Sääsküla, Sae, Saula, Silmsi, Sõmeru, Tade, Tammiku, Triigi, Tuhala, Uueveski, Vahetüki, Vanamõisa, Vardja, Vilama, Virla, Viskla en Võlle.

## Foto's

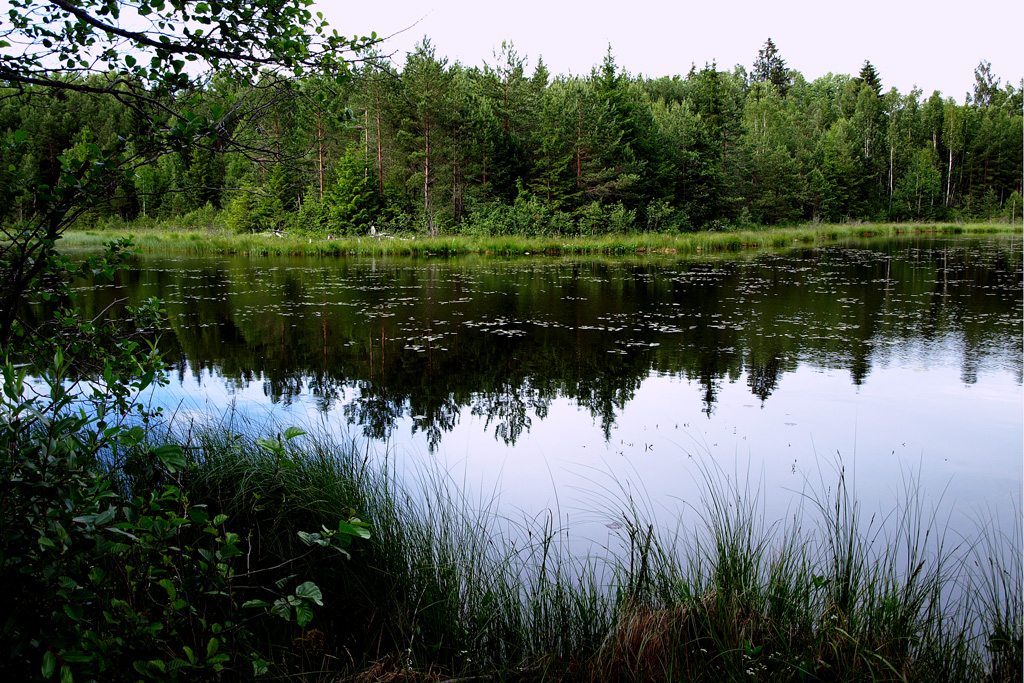
Het meer Kaatsjärv
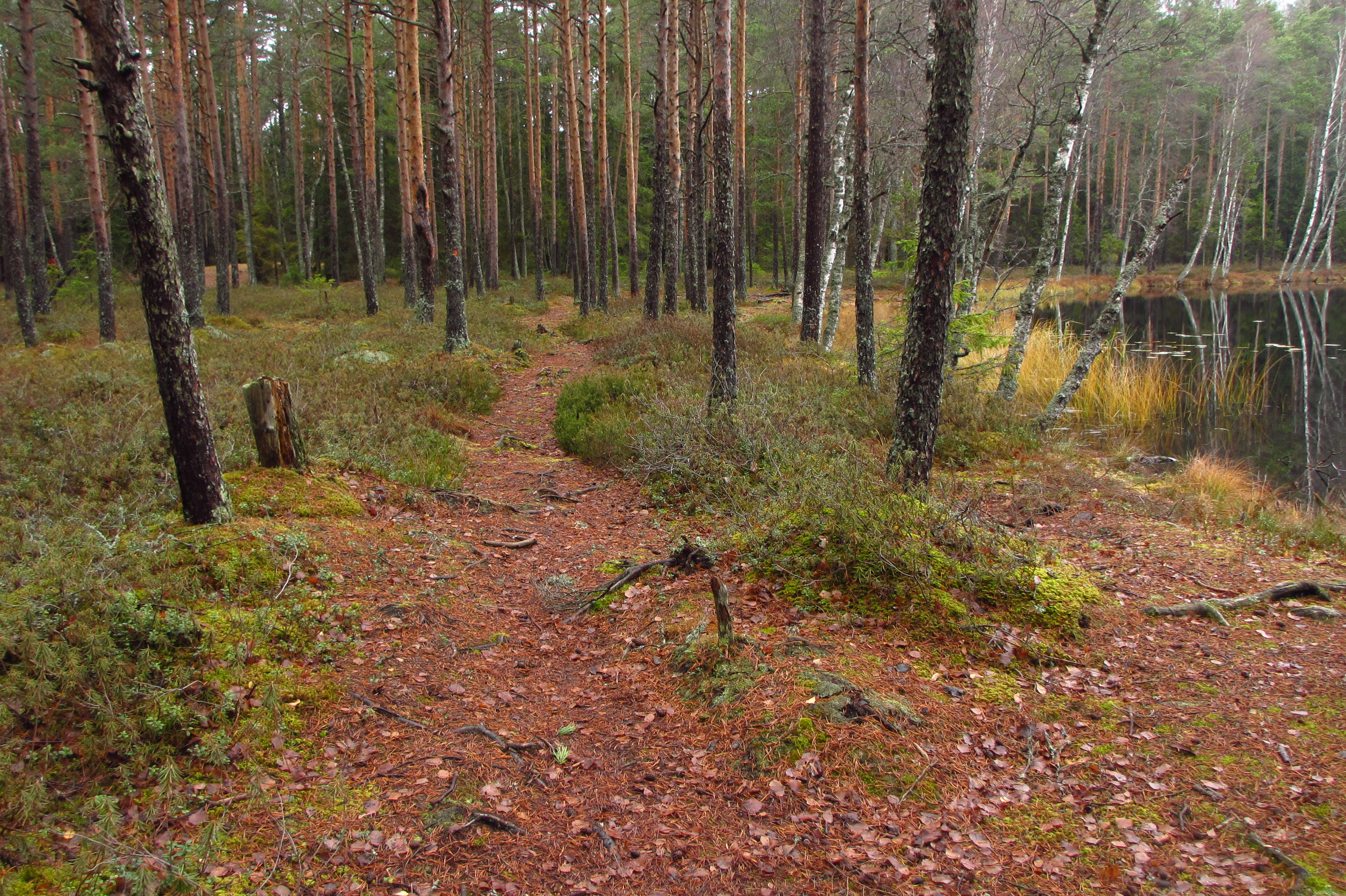
De oever van het meer Suur-Kaksjärv bij Paunküla
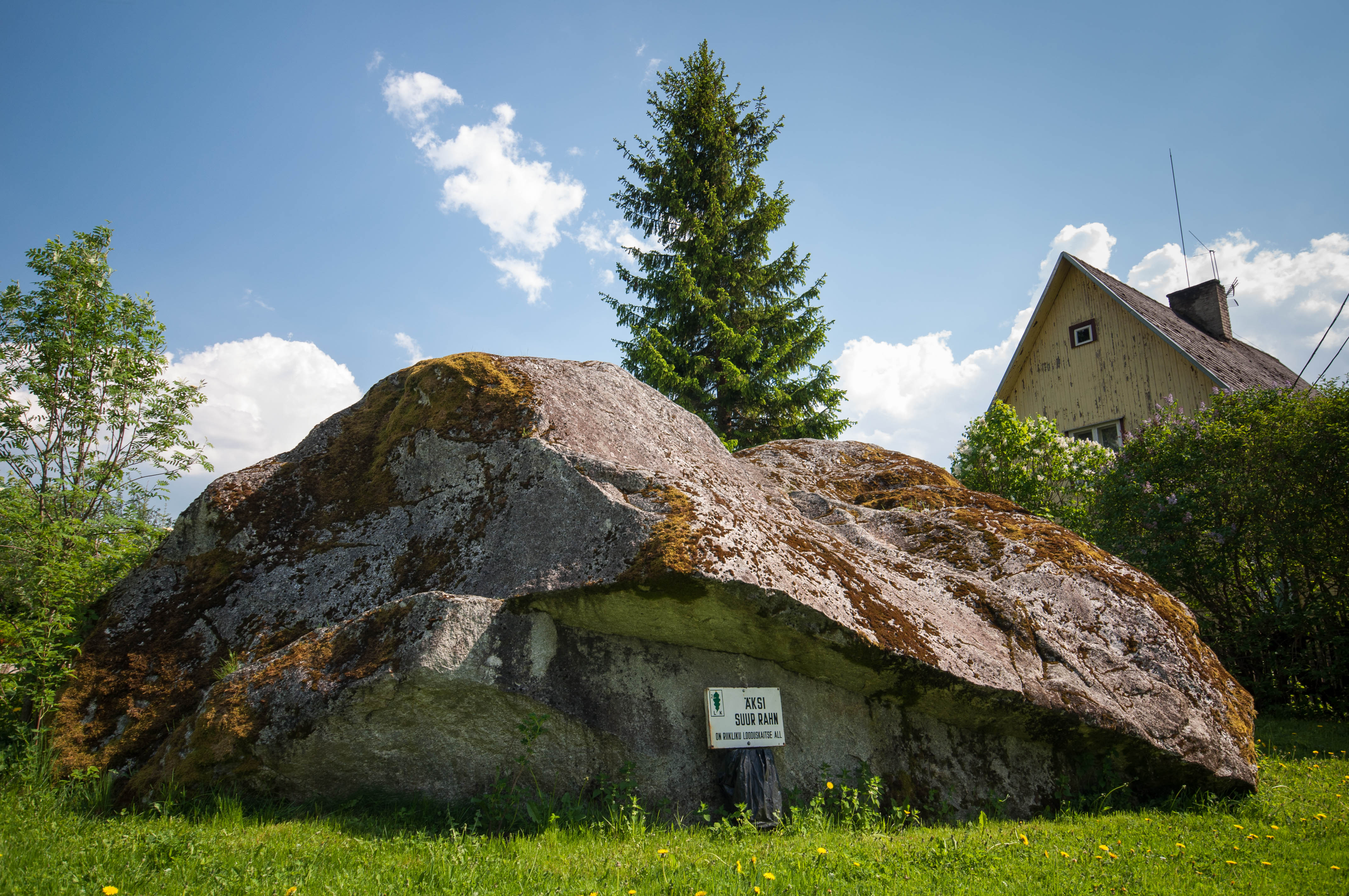
Zwerfkei bij Äksi
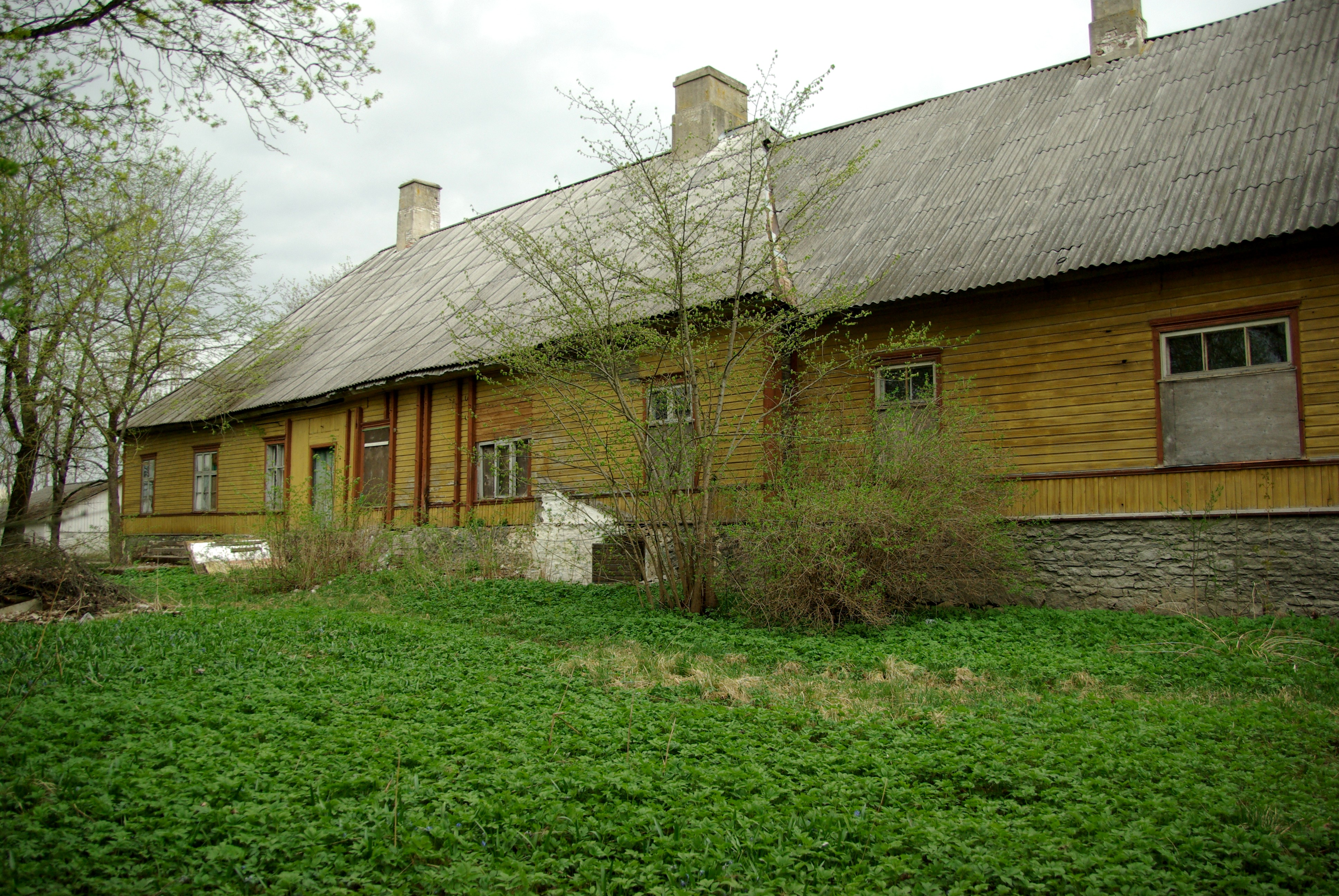
Het landhuis van Habaja
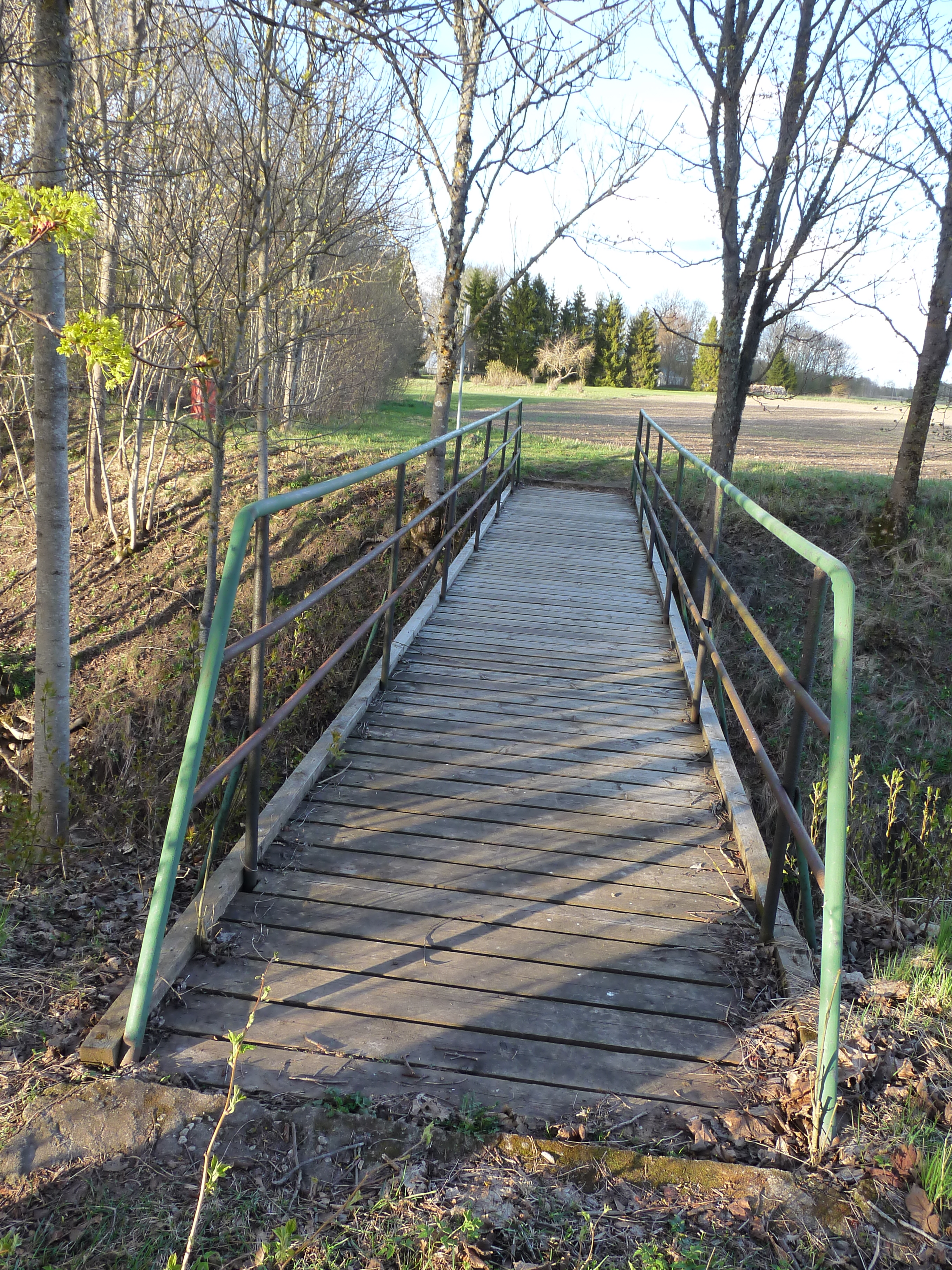
Brug bij Tuhala
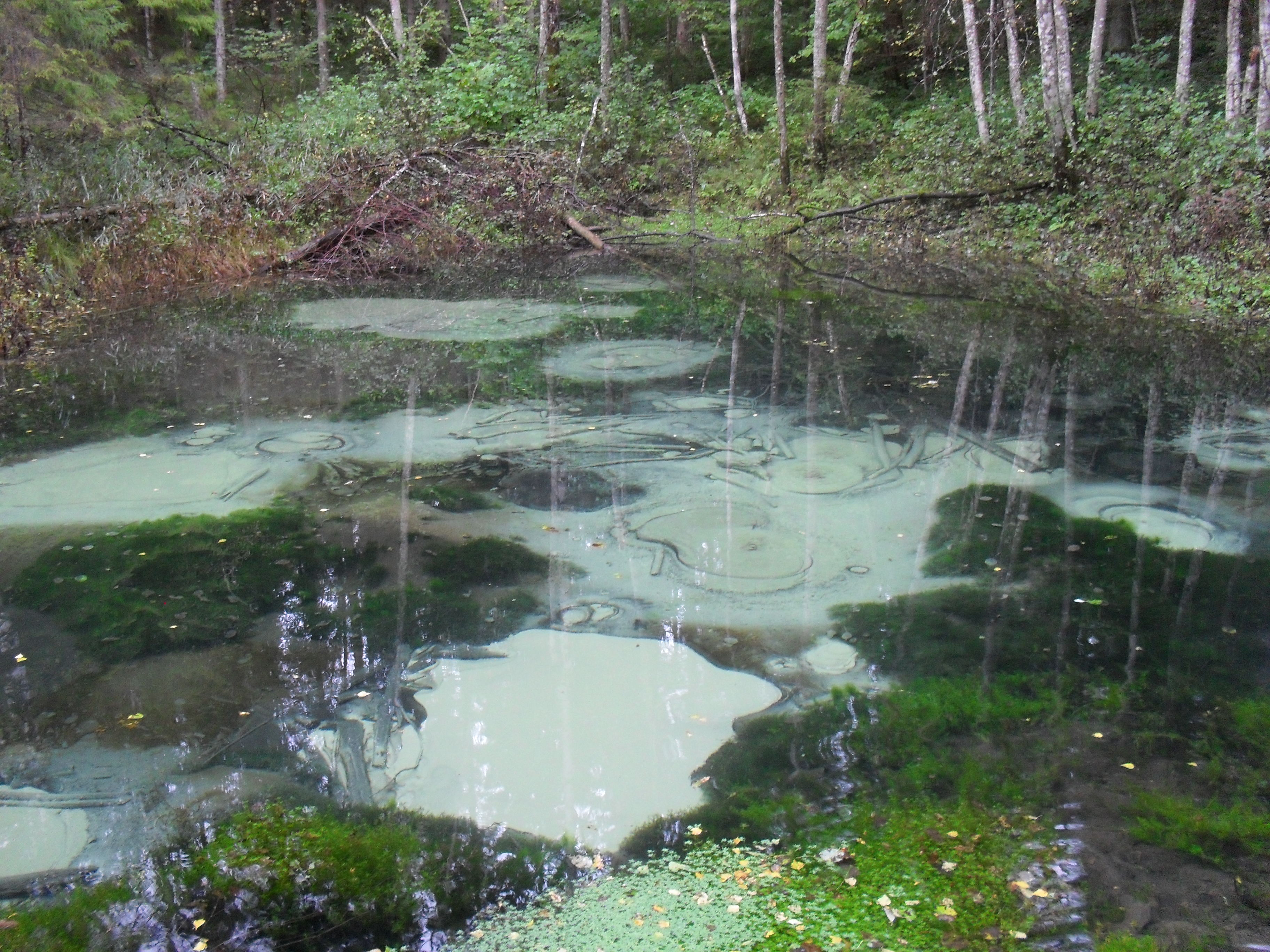
Bron bij Saula

Stadsgemeenten: Keila · Loksa · Maardu · Tallinn

Landgemeenten: Anija · Harku · Jõelähtme · Kiili · Kose · Kuusalu · Lääne-Harju · Raasiku · Rae · Saku · Saue vald · Viimsi